# Lexus LC
De Lexus LC is een sportauto van het Japanse automerk Lexus die in 2017 op de markt werd gebracht. De LC is de opvolger van de Lexus SC die zeven jaar geleden uit productie ging. De auto is op de markt gezet als een alternatief voor de Aston Martin DB11 en BMW 8-serie.
Vanaf 2019 is de auto ook als cabriolet verkrijgbaar.

## Design
De auto is geïnspireerd op het LF-LC Concept, die in 2012 voor het eerst te zien was. Op dit model is de LC ook erg gebaseerd.

## Uitvoeringen

### LC 500
De LC 500 is de sportiefste en benzine versie van de LC. De LC gebruikt als hoofdaandrijving een 5,0-liter V8-motor, die 477 pk en 540 Nm produceert. De LC 500 is uitgerust met een tientraps automatische versnellingsbak. De LC 500 accelereert stilstand tot 100 km/u in 4,7 seconden en bereikt hiermee een top van 270 km/u.

### LC 500h
De LC 500h is de hybride uitvoering van de LC. Deze gebruikt de 3,5-liter V6-motor en lithium-ion-accu die 354 pk en 500 Nm produceert. De lithium-ion-accu heeft 44 kilowatt en 1.1 kilowatt /uur. Hiermee kan de batterij 6 km rijden.

## Afbeeldingen
Leverbaar in Nederland en België: ES · LC · LS · NX · RX · RZ · UX

Alleen leverbaar buiten Nederland en België : CT · GX · IS · LM · LX · RC

Niet meer leverbaar: GS · HS · LFA · SC